# Alpine (Texas)
Alpine é uma cidade localizada no estado norte-americano do Texas, no Condado de Brewster.

## Demografia
Segundo o censo norte-americano de 2000, a sua população era de 5786 habitantes. 
Em 2006, foi estimada uma população de 6035, um aumento de 249 (4.3%).

## Geografia
De acordo com o United States Census Bureau tem uma área de 
10,6 km², dos quais 10,6 km² cobertos por terra e 0,0 km² cobertos por água.

## Localidades na vizinhança
O diagrama seguinte representa as localidades num raio de 68 km ao redor de Alpine. 